# Янковский, Станислав Иванович
Станисла́в Ива́нович Янко́вский (? — ?) — украинский театральный актёр и общественный деятель Украинской Дальневосточной Республики в городе Владивостоке.

## Биография
До революции жил в Дальневосточном крае, в городе Владивостоке. Работал налоговым инспектором. В 1913 году стал членом Украинской группы при Народном доме в Владивостоке.
В 1917 году Станислав стал казначеем культурно-просветительного кружка Владивостокских временных мастерских на Первой Речке.
В 1920—1921 годах работал казначеем Владивостокского отдела Украинского Дальневосточного театрально-артистической союза.
В 1923—1924 был артистом украинской труппы во Владивостоке.